# Tommy Hunter
Raymond Thomas Hunter, detto Tommy (Indianapolis, 3 luglio 1986), è un giocatore di baseball statunitense.

## Carriera

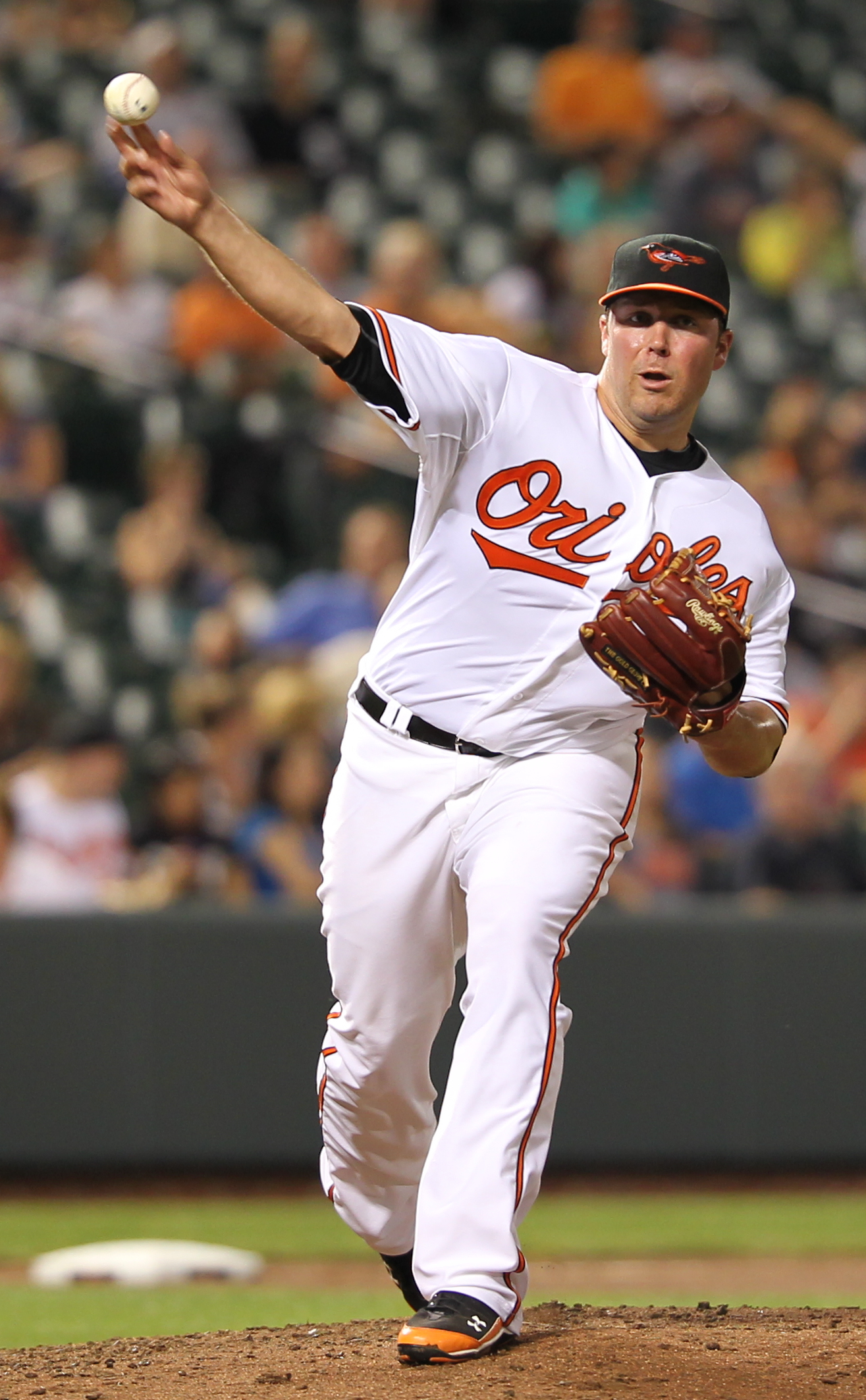
Hunter con gli Orioles nel 2011

Tommy ha frequentato l'Università dell'Alabama, è stato selezionato la prima volta al 18º turno del draft 2005, dai Tampa Bay Devil Rays; ma rifiutò l'offerta. Nel 2006 ha vinto la medaglia d'oro al campionato mondiale universitario di baseball.
Nel draft 2007 è stato selezionato nuovamente, questa volta al 1º turno come 54ª scelta assoluta dai Texas Rangers. Il suo debutto nella MLB è datato 1º agosto 2008, al Rangers Ballpark di Arlington, in un match contro la squadra canadese dei Toronto Blue Jays.
Il 30 luglio 2011 i Rangers scambiarono Hunter, insieme al compagno di squadra Chris Davis, con i Baltimore Orioles in cambio di Koji Uehara.
Sia nell'organizzazione dei Rangers che in quella degli Orioles ha alternato le presenze in MLB con periodi in Minor League Baseball (MiLB).
Il 31 luglio 2015, gli Orioles scambiarono Hunter con i Chicago Cubs, in cambio dell'esterno Junior Lake. Divenne free agent il 2 novembre.
Il 12 febbraio 2016, Hunter firmò un contratto annuale del valore di 2 milioni con i Cleveland Indians. Fu svincolato dalla franchigia il 25 agosto. Il 28 agosto firmò con gli Orioles, terminata la stagione con la squadra divenne nuovamente free agent il 3 di novembre.
Il 22 febbraio 2017, Hunter firmò un contratto di minor league con i Tampa Bay Rays. Divenne free agent al termine della stagione il 2 novembre. Il 15 dicembre, Hunter firmò un contratto di due anni con i Philadelphia Phillies. Iniziò la stagione 2019 nella lista degli infortunati per un problema all'avanbraccio destro. Il 23 luglio, si sottopose a un intervento chirurgico al braccio destro, concludendo di fatto in anticipo la stagione. Durante la stagione disputò solamente 5.1 inning. Il 12 febbraio 2020, Hunter rifirmò con i Phillies un contratto annuale per la stagione 2020.
Il 14 febbraio 2021, Hunter firmò un contratto di minor league con i New York Mets con un invito allo spring training incluso. Giocò solamente quattro partite, poiché il 21 maggio venne inserito nella lista degli infortunati per dolori lombari, chiudendo di fatto la stagione.
Il 23 luglio 2021, i Mets scambiarono Hunter e il giocatore di minor league Matt Dyer con i Tampa Bay Rays per Rich Hill. Divenne free agent a fine stagione, senza essere apparso in alcuna partita con la franchigia.

## Palmarès
- (1) Giocatore della settimana della California League "CAL" (5 maggio 2008).